# Posti Group

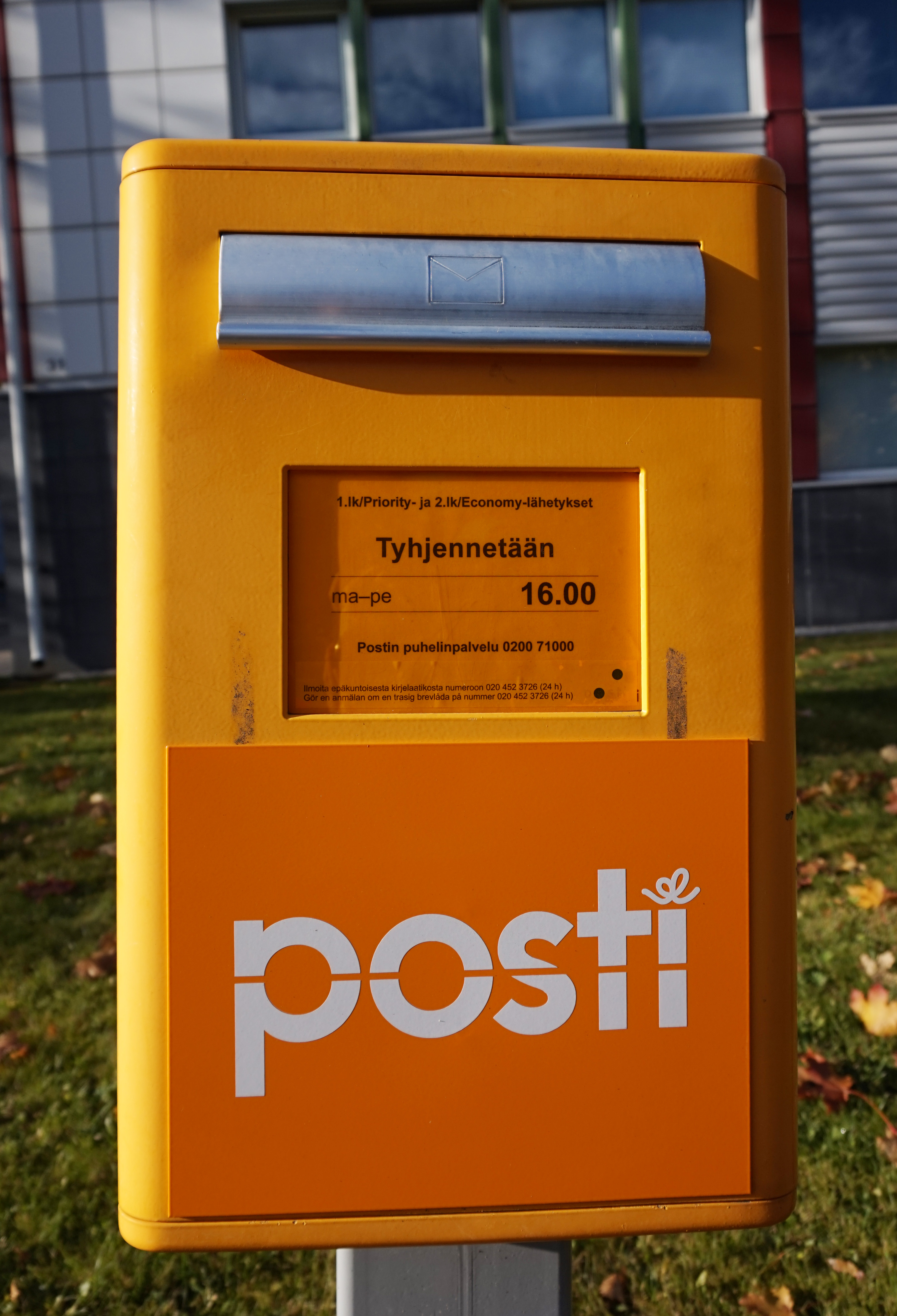
Postlåda, nya versionen 2015.

Posti Group Abp är ett finländskt postbolag med rötter i svenska Postverket, dess finländska del efter rikssprängningen och dennas arvtagare Post- och telegrafstyrelsen. På Åland verkar det självständiga postverket Åland Post.
Företagets verksamhet är indelad i fyra olika affärsområden: Postal Services (Posttjänster), Parcel and Logistics Services (Paket- och logistiktjänster), Itella Russia (Itella Ryssland) och OpusCapita. Alla bolagets aktier ägs av finska staten. Posti Oy har i Finland skyldighet att erbjuda samhällsomfattande tjänster, vilket bland annat omfattar brevtjänster på vardagar i alla Finlands kommuner.
Posti Groups omsättning uppgick år 2017 till 1 647 miljoner euro. Posti Group betjänar sina kunder med hjälp av 20 300 anställda. 96 procent av omsättningen kommer från företag och samfund. De viktigaste kundverksamhetsområdena är handel, tjänster och media. Bolaget idkar affärsverksamhet i 10 länder, men fokus ligger främst på Finland.
Posti Groups huvudkontor finns i Norra Böle i Helsingfors. Heikki Malinen är verkställande direktör i koncernen och som styrelseordförande fungerar Markku Pohjola.

## Internationell verksamhet
Posti Group har verksamhet i tio olika länder, förutom i Finland även i Estland, Lettland, Litauen, Norge, Polen, Ryssland, Schweiz, Sverige och Tyskland.

## Varumärken
Posti Group betjänar i Finland under varumärket Posti. Ett officiellt svenskspråkigt parallellnamn finns inte längre efter den senaste namnändringen. Postis affärsverksamhet omfattar också logistiktjänster i Ryssland och Baltikum under varumärket Itella, och OpusCapita, som fokuserar på elektronisk affärsverksamhet.

## Historik
Post- och telegrafstyrelsen var det ämbetsverk som handhade post och telegraf- och telefonkommunikation, efter att telegrafverket förenades med postverket 1927. 1941 ändrades namnet till Post- och telegrafverket, och 1981 till Post- och televerket. Post- och televerket blev 1990 ett statligt affärsverk, och 1994 bolagiserades verket och delades upp i två dotterbolag, Telecom Finland (senare Sonera) och Posten Finland, som så småningom blev Posti Group.
1. 1 juni 2007: Företagets officiella namn ändrades till Itella Abp. Anledningen till ändringen var den allt mer mångsidiga och internationella verksamheten.
2. 2008: Itella expanderade i Ryssland genom köp av logistikkoncernen NLC (National Logistic Company) samt Connexions som tillhandahåller konsulttjänster inom kundrelationsmarknadsföring. Itella expanderade till Polen genom förvärvet av informationslogistikföretaget BusinessPoint S.A.
3. 2009: Informationsaffärsverksamheten utvidgades till Ryssland och nya länder i Central- och Östeuropa. Det nya dotterbolaget Itella IPS Ab (Itella Payment Services) fick koncession som betalningsförmedlingsföretag.
4. 2011: Från och med februari 2011 är alla brev, tidningar, paket, och direktreklamprodukter som Posten delar ut i Finland koldioxidneutrala. Posten i Finland är först i världen att erbjuda denna tjänst, som är avgiftsfri för kunderna.
5. 2011: Itella Posten togs i 50 nya SmartPOST-paketautomater i bruk.
6. Itella Bank Ltd (tidigare ItellaIPS Oy) inledde sin verksamhet i början av år 2012. I april 2013 sålde Itella Corporation alla aktier i firman till Savings Banks. Det nya namnet på banken är Bank of Savings Banks LTd.
7. November 2013. Itella Information blir OpusCapita.
8. Vid årsskiftet 2014/2015 fusionerades Itella Logistics med Itella Posten Ab till ett nytt inhemskt affärsbolag med namnet Posti Ab (finska: Posti Oy).
9. Vid årsskiftet 2014/2015 ändrades koncernens namn från Itella till Posti Group. Namnändringen berör inte de internationella bolagen, utan de fortsätter tillsvidare med sina gamla bolagsnamn, där namnet Itella ingår.